# Llano-Florez
Llano-Florez ou François Augustin Célestine Carrera (Marselha, 11 de agosto de 1889 – Paris, 17 de julho de 1957) foi um pintor e ilustrador francês. Artista art déco pouco documentado, de estilo sofisticado, era especializado em pinturas e gravuras.
Filho de Augustin Antoine Fidel e Pilar Llano-Flores, era irmão de Augustin Carrera, pintor que fez o teto da sala e do saguão da Ópera de Marselha. Llano-Florez foi também estilista na casa de seda Maison Ducharne. Ele foi aluno do pintor acadêmico francês Fernand Cormon, e criou elegantes figuras femininas para as revistas Gazette Du Bon Ton, Le Goût du Jour, de François Bernouard e Feuillets d'art, de Michel Dufet. O artista ilustrou um livro do escritor francês Anatole France de título "Histoire comique" (Librairie de France, 1926), uma coleção póstuma de versos satíricos pelo conde Robert de Montesquiou e um pequena obra de Georges Duhamel chamada "Elégie du mois de février", publicada em 1919.